# Jessica Lucas
Jessica Lucas (Vancouver, 24 settembre 1985) è un'attrice canadese.

## Biografia
Nata a Vancouver, in Canada, da padre afro-canadese e madre canadese di origini europee, ha iniziato a recitare all'età di sette anni. Durante la sua carriera ha partecipato a molte serie televisive come CSI - Scena del crimine, The L Word, 90210, Psych, Boys & Girls e Romeo!. Ottiene il suo primo ruolo di rilievo nel 2001 nella serie Edgemont, interpretando il ruolo di Bekka Lawrence, mentre nel 2002 prende parte alla serie 2030 CE dove interpreta Jakki Kaan. Dal 2004 al 2005 recita nella serie televisiva Life as We Know It interpretando la parte di Sue Miller, mentre nel 2006 prende parte al film di Andy Fickman, She's the Man; sempre nello stesso anno ottiene un ruolo nel film The Covenant, di Renny Harlin.
Nel 2009 diventa una delle protagoniste della serie Melrose Place dove recita il ruolo di Riley Richmond fino al 2010. Prende parte al film di Fede Álvarez nel 2013, La casa, remake del film del 1981, invece nel 2014 partecipa al film di Paul W. S. Anderson, Pompei. Recita, nel 2011, al fianco di Martin Lawrence nel film Big Mama - Tale padre, tale figlio, di John Whitesell, sempre nello stesso anno interpreta la parte di Riley Elliot in Amici di letto. Nel 2013 prende parte alla serie Cult recitando il ruolo di Skye Yarrow, la serie però viene cancellata dopo la prima stagione. A partire dal 2015 entra nel cast della serie Gotham interpretando la parte della spietata criminale Tabitha Galavan.

## Filmografia

### Cinema
- She's the Man, regia di Andy Fickman (2006)
- The Covenant, regia di Renny Harlin (2006)
- Cloverfield, regia di Matt Reeves (2008)
- Amusement - Giochi pericolosi (Amusement), regia di John Simpson (2008)
- Big Mama - Tale padre, tale figlio (Big Mommas: Like Father, Like Son), regia di John Whitesell (2011)
- La casa (Evil Dead), regia di Fede Álvarez (2013)
- Pompei (Pompeii), regia di Paul W. S. Anderson (2014)
- Quel momento imbarazzante (That Awkward Moment), regia di Tom Gormican (2014)

### Televisione
- Seven Days – serie TV, episodio 2x13 (2000)
- Halloweentown II - La vendetta di Kalabar (Halloweentown II: Kalabar's Revenge), regia di Mary Lambert – film TV (2001)
- Boys & Girls (The Sausage Factory) – serie TV, episodio 1x01 (2001)
- Edgemont – serie TV, 40 episodi (2001-2005)
- Damaged Care, regia di Harry Winer – film TV (2002)
- 2030 CE – serie TV, 6 episodi (2002-2003)
- Romeo! - serie TV, episodio 1x05 (2003)
- The L Word – serie TV, episodio 1x06 (2004)
- Life as We Know It – serie TV, 13 episodi (2004-2005)
- Secrets of a Small Town – serie TV, episodio 1x01 (2006)
- Split Decision, episodio pilota scartato (2006)
- CSI - Scena del crimine (CSI - Crime Scene Investigation) – serie TV, 4 episodi (2007)
- 90210 – serie TV, 4 episodi (2008)
- Melrose Place – serie TV, 18 episodi (2009-2010)
- Amici di letto (Friends with Benefits) – serie TV, 13 episodi (2011)
- Psych - serie TV, episodio 6x02 (2011)
- Cult – serie TV, 13 episodi (2013)
- Gracepoint – serie TV, 8 episodi (2014)
- Gotham - serie TV, 46 episodi (2015-2019)
- The Murders - serie TV, 8 episodi (2019)
- The Resident – serie TV, 39 episodi (2020-2023)

## Programmi televisivi
- Breaking the Silence: Exposing the Covenant (2007)
- The VFX of 'Cloverfield'  (2008)
- Lopez Tonight (2011)
- 31st Annual Genie Awards (2011)

## Doppiatrici italiane
Nelle versioni in italiano dei suoi lavori, Jessica Lucas è stata doppiata da:
- Letizia Scifoni in Life as We Know It, The Covenant, 90210, La casa, Cult, Amusement – Giochi pericolosi
- Ilaria Latini in Melrose Place, Amici di letto, Big Mama - Tale padre, tale figlio, Quel momento imbarazzante
- Laura Amadei in She's the Man
- Domitilla D'Amico in Cloverfield
- Letizia Ciampa in Pompei
- Gemma Donati in 2030 CE
- Laura Facchin in CSI: Scena del crimine
- Stella Musy in Gotham
- Eleonora Reti in The Murders
- Valentina Favazza in The Resident